# Клаудијан
Клаудије Клаудијан је био римски песник, који је стварао и на грчком и на латинском за време Теодосија и његових синова Аркадија и Хонорија (крај 4. и почетак 5. века). 

## Живот
Мало тога се зна о његовом животу. Премда сâм јасно назначава на неколико места земљу рођења, разна друга места иступала су са ставом да та част треба припадне њима. Неки су тврдили да је био Гал, а неки да је био Хиспанац, али ни за једно ни за друго мишљење нема ни трунке доказа. Петрарка и Полицијан, пак, сматрали су га Фирентинцем или, у најмању руку, да му је то био отац. Међутим, мишљење које су они изнели настало је забуном: име управника Рима (лат. praefectus urbi) из 396, Флорентина (лат. Florentinus), коме је посвећена друга књига Отмице Прозерпине (лат. Raptus Proserpinae), погрешно је протумачено као назив Клаудијановог родног града. Не зна се ништа о његовом пореклу, образовању и раној каријери, ни то под каквим је околностима је отишао из завичаја. Зна се да је био у Риму 395, када је саставио панегирик за конзуле Пробина и Олибрија (лат. Panegyricus dictus Olybrio et Probino consulibus). Чини се да је већ одраније неговао поезију, али ово је био његов први састав у латинским стиховима. Испрва је писао песме на грчком. Сачуван је почетак његове „Гигантомахије“ (борбе гиганата), чији предговор у елегијско дистиху указује на то да је рецитована у Александрији. Од седам епиграма приписаних у „Палатинској антологији“ једном Клаудијану четири потичу од овог Клаудијана. Вероватно је и састављач изгубљених панегирика за градове у Палестини и Малој Азији. Према томе, Клаудије је један од оних „путујућих песника“ који су састављањем и извођењем таквих епова издржавали себе и градили каријеру служећи различите наручиоце.
Успех којим је пропраћен панегирик за конзуле Пробина и Олибрија навео је Клаудијана да напусти грчку музу зарад римске. Током пет година од Теодосијеве смрти био је одсутан из Рима, прикључен, како изгледа, свити Стилихона, под чију је специјалну заштиту, чини се, био примљен готово одмах после објављивања горенаведене песме. 
Ни доброчинствима Стилихонове супруге Серане не дугује мање од утицаја њеног мужа. Додуше, има да захвали Стилихоновој камарили и наклоности, али на посредовање његове супруге дошао је до младе, чији родитељи, иако су могли да се оглуше на просидбу сиромашног песника, нису могли да се супротставе захтевима Теодосијеве нећаке, супруге војсковође који је држао све конце у рукама.
На Трајановом форуму у Риму је 1493. ископано мермерно постоље, на којем је по свој прилици раније стајала Клаудијанова статуа. Статуу у част овог генија су на захтев Сената подигли цареви Аркадије и Хонорије. 
Испод натписа налазио се епиграм на грчком.
Крај Клаудијанове каријере опскуран је исто толико колико и њен почетак. Последња алузија на историјски догађај из његовог књижевног опуса је Хоноријев седми конзулат, који је пао у 404.
Премда је статуа уништена, највероватније чим је Клаудијан изгубио патронову наклоност, могао би ипак са Хорацијем да искрено узвикне: „Подигао сам споменик трајнији од бронзе“.

## Верска опредељеност
Као и у случају Апулеја, Аусонија и многих каснијих латинских писаца, и Клаудијанова верска опредељеност била је предмет честих контроверзи. Међутим, нема много разлога за недоумицу. Немогуће је одолети изричитом сведочанству Августина, који тврди да је Клаудијану име Христово било страно („a Christi nomine alienus“) и Орозија који за њега каже да је био изврстан песник, али тврдокоран незнабожац („poeta quidem eximius sed paganus pervicacissimus“). Аргумент за његово хришћанство очито је фриволан. Изведен је на основу двосмисленог израза „o nimium dilecte deo“ који је протумачен као признање јединства Бога.

## Напомена
1. ↑  Vir clarissimus. Назив положаја припадника сенаторског сталежа.
2. ↑  Armatas hiemes. Алузија на невреме које је наводно било толико јако да је преусмерило пројектиле (стреле, џилите и др.) на непријатеља. Прим. прев.